# Урал (комп'ютер)

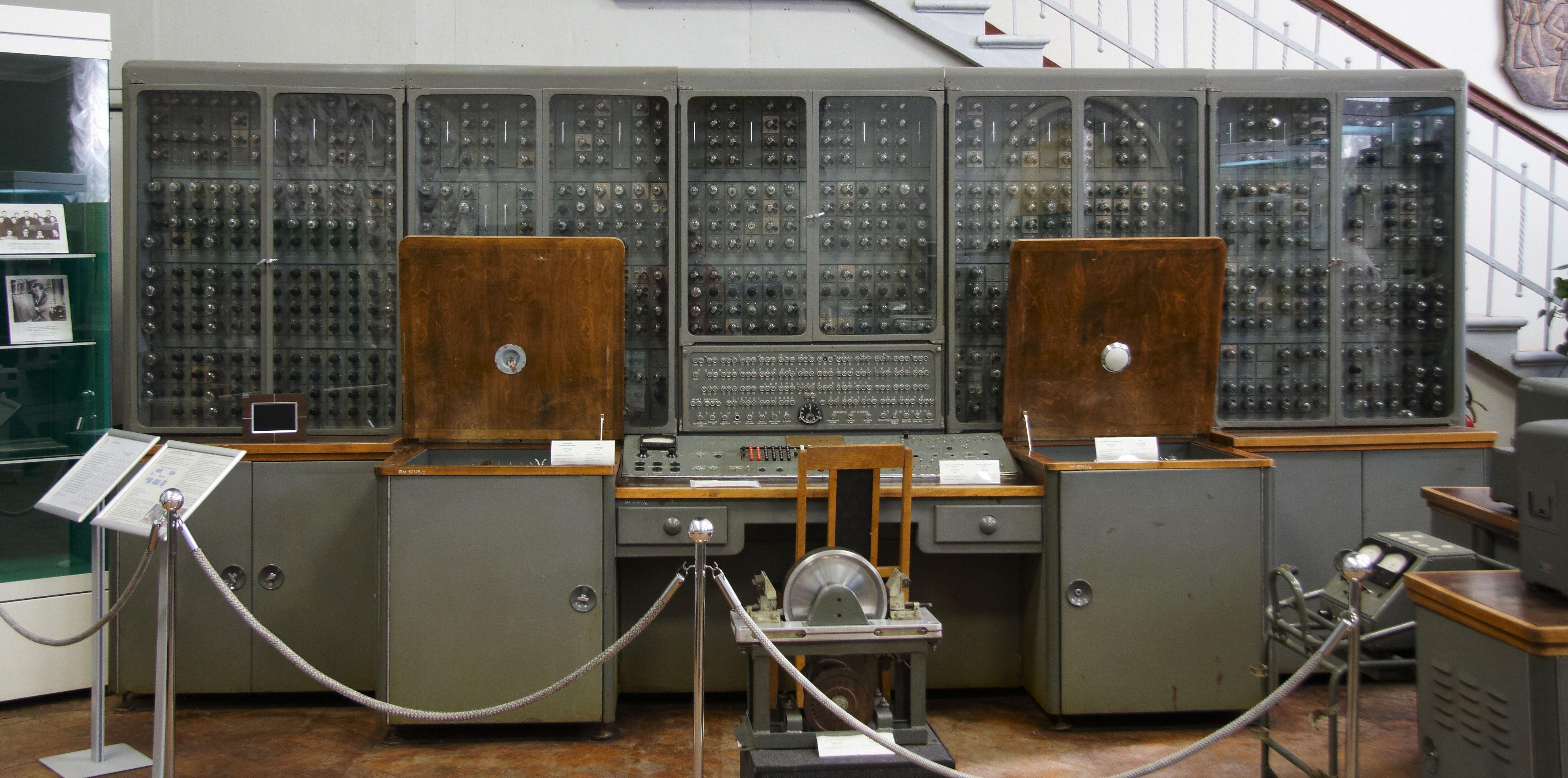
Передня панель

Урал — сімейство радянських цифрових обчислювальних машин загального призначення, що вироблялись з 1955 по 1975 рік. Створені під керівництвом Башира Рамеєва, вироблялись у місті Пенза. У СРСР це була перша спроба спроектувати не окремий комп'ютер, а сімейство — кілька уніфікованих ЕОМ.

## Перше покоління
Перші чотири моделі сімейства — «Урал-1», «Урал-2», «Урал-3» та «Урал-4» були ламповими. За винятком першої машини, інші моделі цього покоління були апаратно і програмно сумісними.

### «Урал-1»
Машина «Урал-1» була створена 1957 і відзначалась дешевизною. Машина мала розвинену систему команд (кількох мінімальних форматів) з безумовною й умовною передачею керування, систему сигналізації й ручне керування, яке давало змогу стежити за виконанням програми й втручатися у хід її виконання для внесення виправлень в процесі наладження.
Основні технічні характеристики машини:
- система числення — двійкова
- форма представлення чисел — з фіксованою комою
- розрядність — 36
- система команд — одноадресна
- швидкодія — 100 операцій на секунду
- оперативний запам'ятовувальний пристрій обсягом 1024 слова реалізований на магнітному барабані зі швидкістю обертання 6000 обертів за хвилину.
- зовнішній запам'ятовувальний пристрій на магнітній стрічці обсягом 40 тисяч слів та на перфострічці 10 тисяч слів
- площа для розміщення машини — 75 м²[3]

Всього було випущено 186 машин.

### «Урал-2»
ЕОМ «Урал-2» випускалась з 1959 по 1964, всього було вироблено 139 машин.
Основні характеристики:
- система числення — двійкова (у пристроях вводу-виводу використовувалась вісімкова і десяткова)
- розрядність — 40
- форма представлення чисел — як з рухомою комою, так і з фіксованою
- система команд — одноадресна
- швидкодія 5000-6000 операцій на секунду
- ємність ОЗП 2043 числа або 4096 команд
- ємність ЗП на магнітному барабані 8192 числа, існувала можливість підключення до восьми барабанів
- площа для розміщення машини — 90-100 м²

### «Урал-3» та «Урал-4»
Наступні моделі сімейства відрізнялись від «Урал-2» покращеними периферійними пристроями. Було випущено 22 одиниці «Урал-3» та 30 «Урал-4».

## Друге покоління
ЕОМ «Урал-11», «Урал-14» та «Урал-16» були напівпровідниковими. Виробництво тривало з 1964 по 1971 роки, було виготовлено 123 штуки «Урал-11», 201 «Урал-14» та одна ЕОМ «Урал-16». Всі машини використовували єдину конструктивну базу, яка у літературі згадується як «Урал-10».
Основні характеристики «Урал-16»:
- представлення даних — слова змінної довжини
- система команд — одноадресна, 300 команд
- форма представлення чисел — як з рухомою комою, так і з фіксованою змінної розрядності
- система числення — двійкова
- система адресації — відносна, ступінчаста
- час виконання операцій:
  - додавання 48-розрядних слів — 10 мксек
  - множення — 30 мксек
- кількість каналів сигналів переривань — 64+24
- кількість рівнів переривання — 64
- ОЗП на феритових осердях ємністю 131—524 тисячі слів
- зовнішній ЗП на магнітному барабані ємністю 98-784 тисячі слів, або на магнітних дисках від 5 до 40 млн слів.

Основу системи програмного забезпечення останніх моделей сімейства «Урал» становила універсальна програма-диспетчер, що виконувала функції операційної системи. До складу ПЗ також входив автокод АРМУ (Автокод Ряда Машин Урал), який забезпечував повну сумісність програм — до ПЗ кожної моделі входив транслятор з мови АРМУ на мову конкретної машини.